# Dexter Holland
Bryan Keith Holland, più noto come Dexter Holland (Garden Grove, 29 dicembre 1965), è un cantante e chitarrista statunitense, fondatore e leader del gruppo punk Offspring.

## Biografia
Laureatosi in biologia all'University of Southern California ebbe la possibilità di ottenere un dottorato in biologia molecolare ma rifiutò per dedicarsi alla carriera musicale. Successivamente riprese a studiare e nel maggio 2017 ha ottenuto il dottorato con una tesi sul virus dell'HIV. 
Insieme al futuro bassista degli Offspring Greg Kriesel, che ha avuto la sua medesima carriera universitaria, nel 1984 (dopo la breve parentesi nei Clowns of Death) non riuscì ad entrare in un locale dove suonavano i Social Distortion, e quindi decisero di fondare una band tutta loro
Nacquero così i Manic Subsidal, che poi cambiarono il nome in The Offspring. È lui a firmare la stragrande maggioranza dei testi degli Offspring. È proprietario di una linea di salse alimentari chiamata Gringo Bandito, di una licenza di pilota d'aereo e di tre diversi aeroplani. Ha fondato nel 1994 insieme a Greg K. una etichetta discografica, la Nitro Records, con la quale hanno ristampato su cd nel 1995 il primo album degli Offspring, The Offspring.

### Vita privata
È stato sposato con la hairstylist Kristine Luna dal 1995 al 2012; ella compare nel video musicale del 1997 dei The Offspring I Choose. Nel 2013 si è risposato con Amber Sassie. Dexter ha una figlia, nata da una relazione giovanile, Alexa Holland (25 dicembre 1986). L'11 maggio 2017 ha conseguito un Ph.D. in biologia molecolare presso l'University of Southern California.

## Strumenti
Dexter utilizza chitarre Ibanez RG Custom. Per la registrazione di Rise and Fall, Rage and Grace ha utilizzato una Gibson SG.

## Riconoscimenti
- Nel marzo del 2007 si è classificato alla posizione numero 73 nella classifica di Kerrang! delle 100 Stars Who Rock Your World[11].
- Si è classificato quinto nella lista delle dieci star con più cervello secondo Virgin[17] mentre si è classificato quarto nella lista secondo Spinner[18].

## Discografia

### Album con gli Offspring
- 1989 - The Offspring
- 1992 - Ignition
- 1994 - Smash
- 1997 - Ixnay on the Hombre
- 1998 - Americana
- 2000 - Conspiracy of One
- 2003 - Splinter
- 2008 - Rise and Fall, Rage and Grace

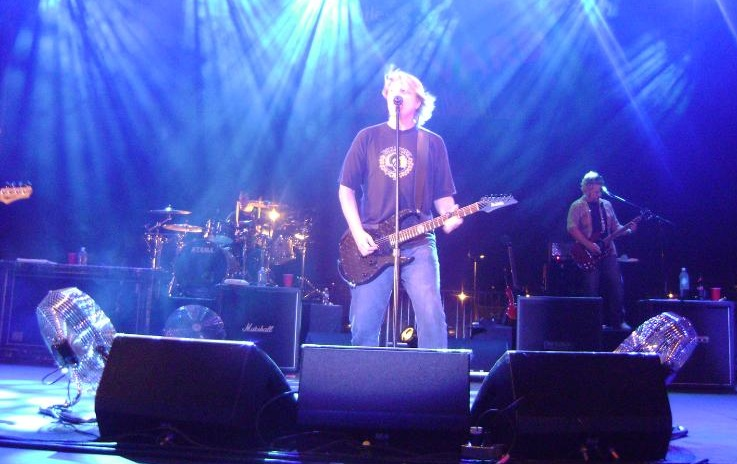
Dexter Holland, Pete Parada e Andrew Freeman in concerto con la band a Charlotte

- 2012 - Days Go By
- 2021 - Let the Bad Times Roll
- 2024 - Supercharged

### Compilation con gli Offspring
- 1999 - The Offspring Collection
- 2005 - Greatest Hits
- 2010 - Happy Hour!

### Singoli con gli Offspring
- 1986 - Blackball
- 1986 - I'll Be Waiting
- 1994 - Come Out and Play
- 1994 - Self Esteem
- 1995 - Gotta Get Away
- 1995 - Kick Him When He's Down
- 1995 - Smash It Up
- 1997 - All I Want
- 1997 - Gone Away
- 1997 - The Meaning of Life
- 1997 - I Choose
- 1998 - Pretty Fly (for a White Guy)
- 1999 - Why Don't You Get a Job?
- 1999 - The Kids Aren't Alright
- 1999 - She's Got Issues
- 2000 - Totalimmortal
- 2000 - Original Prankster
- 2001 - Want You Bad
- 2001 - Million Miles Away
- 2002 - Defy You
- 2003 - Hit That
- 2004 - (Can't Get My) Head Around You
- 2004 - Spare Me the Details
- 2005 - Next to You
- 2005 - Can't Repeat

- 2008 - Hammerhead
- 2008 - You're Gonna Go Far, Kid
- 2008 - Kristy, Are You Doing Okay?
- 2009 - Half-Truism
- 2012 - Days Go By

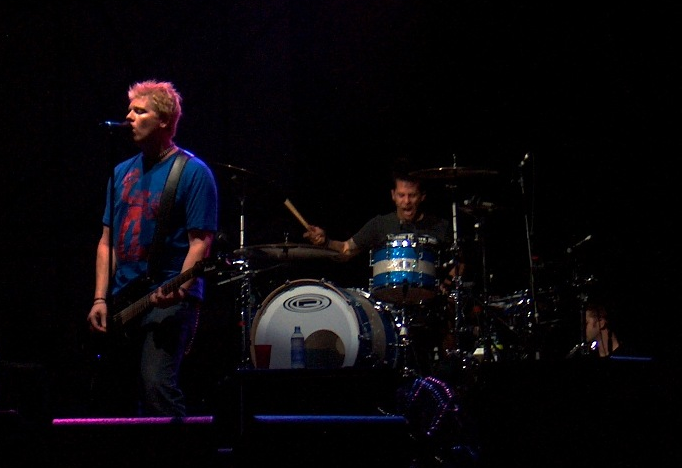
Dexter Holland e Atom Willard al Rock In Idro, Milano 2005

- 2012 - Cruising California (Bumpin' in My Trunk)
- 2012 - Turning into You
- 2015 - Coming for You
- 2016 - Sharknado
- 2020 - Christmas (Baby Please Come Home)
- 2021 - Let the Bad Times Roll
- 2021 - We Never Have Sex Anymore
- 2022 - Bells Will Be Ringing (Please Come Home for Christmas)
- 2024 - Make It All Right
- 2024 - OK, but This Is the Last Time

## Videografia
- 1998 - Americana
- 2000 - Huck It
- 2005 - Complete Music Video Collection